# Austenasia
Austenasia, oficialmente o Império de Austenasia, é uma micronação localizada na ilha da Grã-Bretanha. Austenasia declarou independência em Setembro de 2008 e vem desde então tentando conseguir sua independência a ser reconhecida pela comunidade internacional. O pequeno país possui três territórios, um no norte da ilha e dois na capital britânica de Londres. Austenasia não possui uma saída ao mar, sendo fechado pelo Reino Unido por todos os lados.

## História
Austenasia foi criada a 20 de Setembro de 2008 por Jonathan Austen (nascido em 1994), um estudante e, o seu pai Terry Austen (nascido em 1961), um segurança privado que se tornou jardineiro. Depois de enviar a declaração de independência da sua casa em Carshalton ao seu representante parlamentar Tom Brake, Terry foi nomeado Imperador e Jonathan foi nomeado Primeiro-Ministro. Duas novas declarações de independência foram enviadas a Gordon Brown e à Secretaria de Estado do Departamento Interno, já que não tinha havido nenhuma resposta às declarações anteriores, de 13 de Outubro e 31 de Dezembro de 2008, respectivamente.
Terry abdicou em Fevereiro de 2010 e, foi sucedido pelo Imperador Esmond III que, depois de uma "guerra civil" e várias disputas internas, foi substituído por um novo líder, Declan MacDonagh, em Dezembro desse ano. Jonathan encontrou-se com o seu representante parlamentar Tom Brake em Maio de 2011, que contactou com o Secretário de Estado dos Negócios Estrangeiros William Hague, para lhe perguntar qual o critério pelo qual o Reino Unido reconhece novos estados, isto em nome de Jonathan.[7] A seguir, Jonathan tornou-se imperador depois de Declan abdicar em Janeiro de 2013 por razões pessoais. A micronação tem sido apresentada em várias publicações locais e internacionais e, tem alguma fama em Carshalton como sendo um "capricho" local.

## Geografia
Austenasia reivindica três "cidades" e duas "dependências da coroa". As três primeiras regiões de terra reivindicadas por Austenasia - Wrythe, Zephyria e Glencrannog - são todas não contíguas e localizadas no Reino Unido. Wrythe, a capital e, Zephyria, são habitações suburbanas do bairro de Sutton em London, enquanto Glencrannog consiste em 0,9 cm2 de terra nas Terras Altas Escocesas. As duas outras reivindicações estão ambas no estrangeiro - Axvalley é uma quinta no Brasil, enquanto New South Scotland consiste numa parte de um campus universitário na Austrália.[9][10]

## Governo
O Império de Austenasia opera como uma monarquia constitucional, com um imperador como chefe de estado e um primeiro-ministro como chefe do governo. Cada cidade tem o seu Conselho Municipal composto pela sua população e, elege um Representante - estes Representantes formam a legislatura. O primeiro-ministro é eleito através de eleições gerais e, existem dois partidos de esquerda.[8]